# Cantonul Basse-Terre-2
Cantonul Basse-Terre-2 este un canton din arondismentul Basse-Terre, Guadelupa, Franța.

## Comune
- Basse-Terre (parțial)